# Thủy điện Bản Mồng
Thủy điện Bản Mồng là thủy điện kết hợp với hồ thủy lợi, xây dựng trên dòng sông Hiếu tại vùng đất xã Yên Hợp huyện Quỳ Hợp tỉnh Nghệ An .
Thủy điện Bản Mồng có công suất lắp máy 45 MW, khởi công tháng 7/2018. Đến nay đã hoàn thành công tác xây lắp và sẽ đi vào vận hành ngay sau khi Cụm công trình đầu mối thủy lợi hoàn thành .